# EPICA

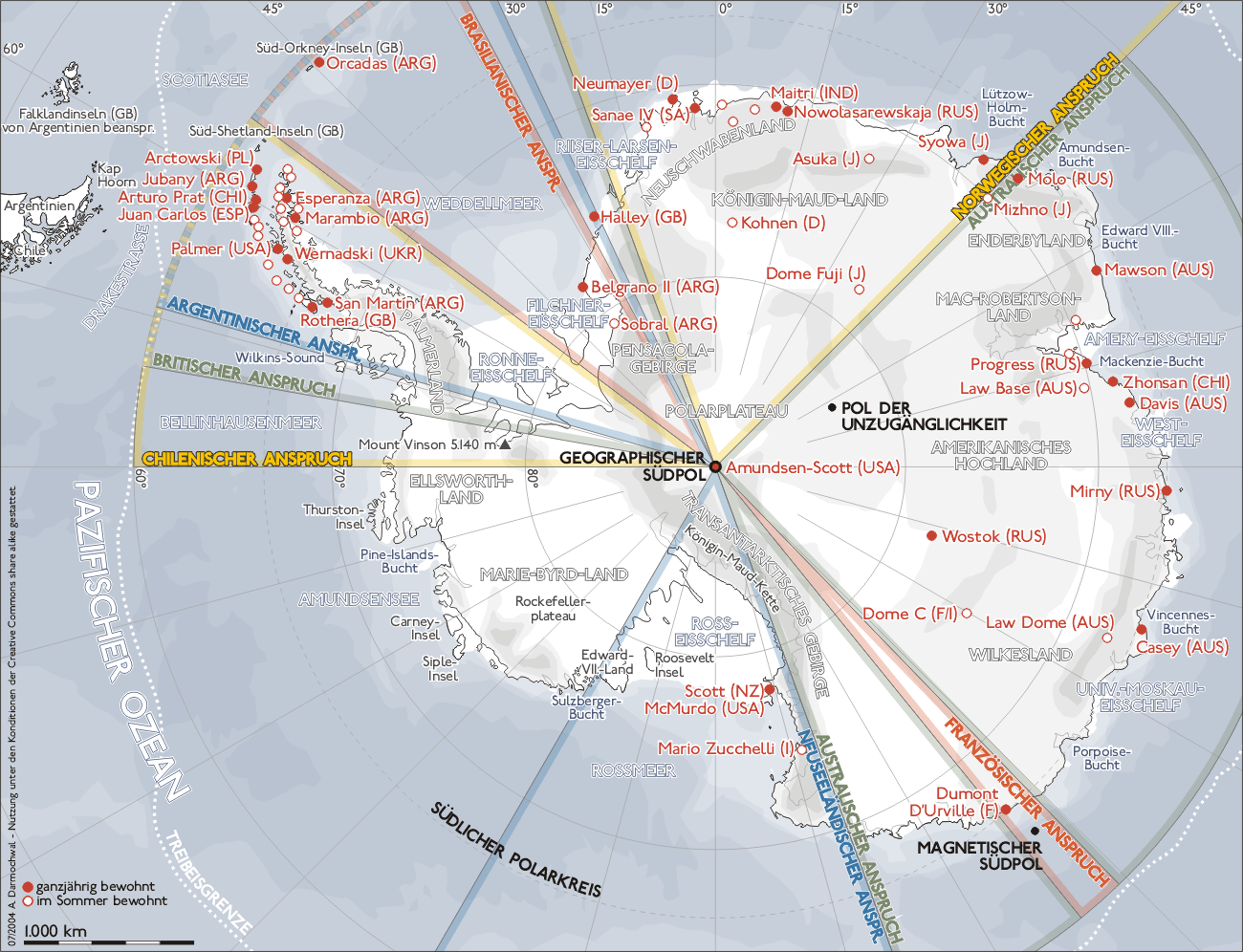
Antarktiskarte mit Forschungsstationen

EPICA (European Project for Ice Coring in Antarctica) ist ein europäisches Projekt zur Durchführung von Eiskernbohrungen in der Antarktis.

## Ziel

δD-Werte von EPICA und Wostok

Im Rahmen des EPICA-Projektes wurden zwei Eiskerne erbohrt, um die Klimageschichte der letzten Jahrhunderttausende zu rekonstruieren. 
Die Hauptfragen sind:
- Waren die schnellen Klimaveränderungen der letzten Eiszeit ein globales Phänomen oder beschränken sich diese auf die nördliche Hemisphäre?
- Gab es bei vorherigen Eiszeiten ebenfalls so schnelle Klimaveränderungen?
- Ist die Stabilität des Klimas im Holozän außergewöhnlich?
- Welche Faktoren steuern den Übergang von Eiszeiten zu Warmzeiten?
- Wie beeinflussen sich die Klimageschehen der beiden Hemisphären?
- Welche Rolle spielen die Treibhausgase für die Klimaveränderungen und welche Ursachen und Wirkungen haben diese?

Um Rückschlüsse auf das globale Klimageschehen ziehen zu können, werden die gewonnenen Daten mit Daten von grönländischen Eisbohrkernen verglichen.

## Bohrungen

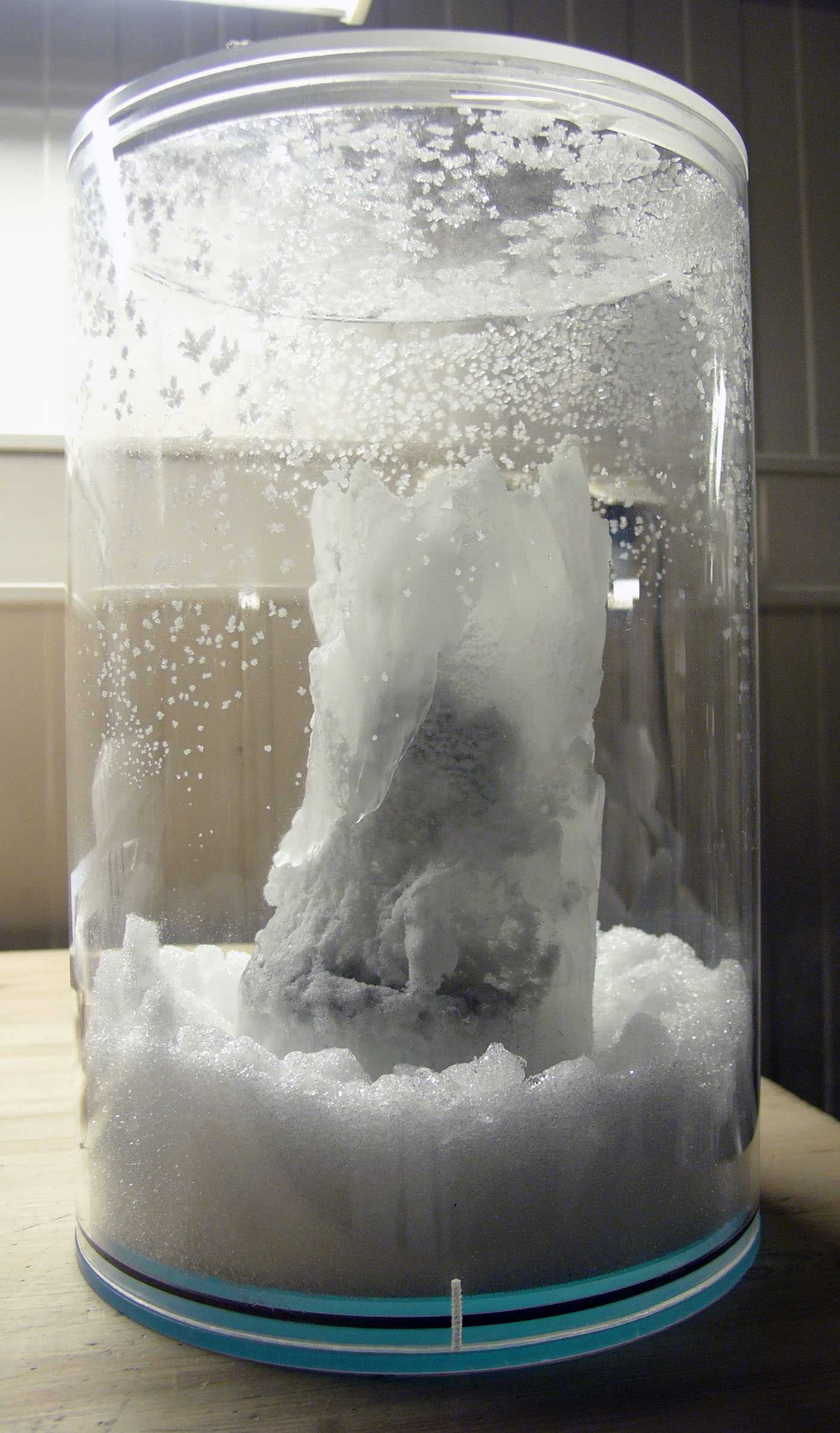
Das Ende des EDML Eiskernes besteht aus gefrorenem Schmelzwasser aus einer Tiefe von 2775 m

Die Bohrkerne wurden an zwei Bohrstellen entnommen, die in unterschiedlichen Bereichen der Antarktis liegen. Der eine Bohrkern wurde an der Bohrstelle Dome C (EDC) gezogen, die in der Ost-Antarktis zum Indischen Ozean hin liegt. Die zweite Bohrstelle (EDML) liegt in Dronning Maud Land an der vom Alfred-Wegener-Institut geleiteten Kohnen-Station. 
Die ersten Vorarbeiten für das Projekt begannen im Jahre 1995 mit umfangreichen Vor-Ort-Untersuchungen in Dronning Maud Land. Nach Abschluss der Untersuchungen 2001 wurde im Januar 2002 mit der Bohrung bei der Kohnen-Station begonnen. Die Bohrung endete 2006 in einer Tiefe von 2775 m mit einem Stück gefrorenen Schmelzwassers von der Basis des antarktischen Eisschildes. An dem geförderten Eisbohrkern lässt sich die Klimaentwicklung der letzten 150.000 Jahre ablesen.
Bereits 1996 begann die Bohrung auf Dome C. Im Dezember 2004 wurde die endgültige Tiefe mit 3.270 m erreicht, ca. 5 m über dem erwarteten Grund der Eisschicht. Dieser Eisbohrkern birgt das älteste je geförderte Eis und die Klimageschichte der letzten 900.000 Jahre.